# بربنية
بِربِنيَة أو بِربِنيَا أو (نقحرة: پارپينيان أو بيربينيا) (بالفرنسية: Perpignan؛ وبالكتالونية: Perpinyà) هي مدينة فرنسية ومركز بلدية وعاصمة مقاطعة بيرينيس أورينتاليس التابعة لإدارة فرنسا الجنوبية. بربنية كانت عاصمة للإقليم بيرينيس أورينتاليس في العهد الملكي وكانت مركز الكاتلونية ومركز رأس المال التابع لمملكة مايوركا في القرون الثالث عشر والرابع عشر.
في المدينة ذاتها. يبلغ عدد سكان المدينة حسب إحصاء 2010.م، 300,000 ألف نسمة.

## التاريخ
يعود تاريخ المنطقة إلى العصر الروماني حيث بنى الرومان المدينة في بداية القرن العاشر الميلادي (حيث وجدت وثيقة بربنيةروم التي تعود إلى سنة 927 تؤكد ذلك)، سرعان من أصبحت عاصمة لـ كونتات روسيون، تاريخياً تعتبر جزءاً من منطقة عرفت بـ سبتمانيا، في 1172 ورث الكونت جيراد الثاني أراضيه لـ كونتات برشلونة، وأصبحت بربنية بلدية ذاتي حكم جزئياً في 1197، ومع ذلك أصبحت حقوق إقطاعية روسيون مِلك لـ لويس التاسع من خلال معاهدة كوربيل.
عندما أسس خايمي الأول ملك أراغون وكونت برشلونة ومملكة مايوركا في عام 1276م أصبحت بربنية العاصمة للأراضي الجديدة التي تم فتحها، بعد هذه الفترة بعقود قليلة عاشت المدينة عصرها الذهبي، فازدهرت الأعمال والصناعات مثل صناعة القماش، والجلود المشغولات الذهبية وغيرها من الحرف اليدوية الفاخرة، وأيضا توفي الملك فيليب الثالث ملك فرنسا في أراضي المدينة حينما كان يشن حروب فاشلة ضد تاج أراغون.
في عام 1344 عندما ضم الملك بيدرو الرابع ملك أراغون مملكة مايوركا أصبحت بربنية جزء من مقاطعة برشلونة، وبعد سنوات قليلة من ذلك فقدت المدينة نصف سكانها بسبب الموت الأسود (الطاعون) واحتلت بعدها من قِبل الملك الفرنسي لويس الحادي عشر في عام 1463، وقامت انتفاضة عنيفة ضد الحكم الفرنسي والتي كان من الصعب إخمادها إلا بعد حصار طويل للمدينة في سنة 1473، وفي سنة 1493 أعاد الملك الفرنسي شارل الثامن المدينة إلى فريديناند الثاني ملك أرغون حيث كان يخطط لمهاجمة إيطالية لذلك كان يريد أن يضمن حدود مملكته مع مملكة أراغون.
احتلت المدينة مرة أخرى من قبل الفرنسيين خلال حرب الثلاثين عاما في أيلول / سبتمبر 1642، وتنازلت إسبانيا رسميا لـ فرنسا عن المدينة بعد توقيع معاهدة البرانس أصبحت بربنية رسميا جزء من مملكة فرنسا.

## المرافق
أهم المعالم
كاتدرائية القديس يوحنا المعمدان الذي بدأ بنائها في عام 1324 وانتهت في عام 1509.
قصر ملوك مايوركا والذي يقبع في تلة عالية وتحيط به الأسوار ، عزز بنائه من قبل لويس الحادي عشر أكمله شارل الخامس. وأُعيد تحديثها وصيانتها في عهد لويس الرابع عشر في القرن السابع عشر والتي تم تكليف المهندس العسكري فوبان في ترميمها وإعادة بنائها، حيث صممت الأسوار المحيطة بالمدينة في عام 1904 لاستيعاب الزيادة السكانية .

## الاقتصاد
يعتمد اقتصاد المدينة على التجارة التقليدية والتي كان أشهرها صناعة النبيذ وزيت الزيتون ، والفلين (من الفلين البلوط الكويركس الذي ينمو في بربينيان لمناخها المعتدل)، والصوف والجلود، والحديد. وحيث أن المدينة تشكّل إحدى طرق التجارة بين فرنسا وإسبانيا.

## المناخ
يتميز مناخ بيرينيا بأنه معتدل دافئ على غرار مناطق جنوب فرنسا التي تتأثر بمناخ البحر الأبيض المتوسط.

## الرياضة
بربنية هي معقل لعبة الركبي حيث يوجد فيها ملاعب للركبي وفيها دوري من الدرجة الممتاز يحمل اسم كتالونيين دراغونز.

## الثقافة

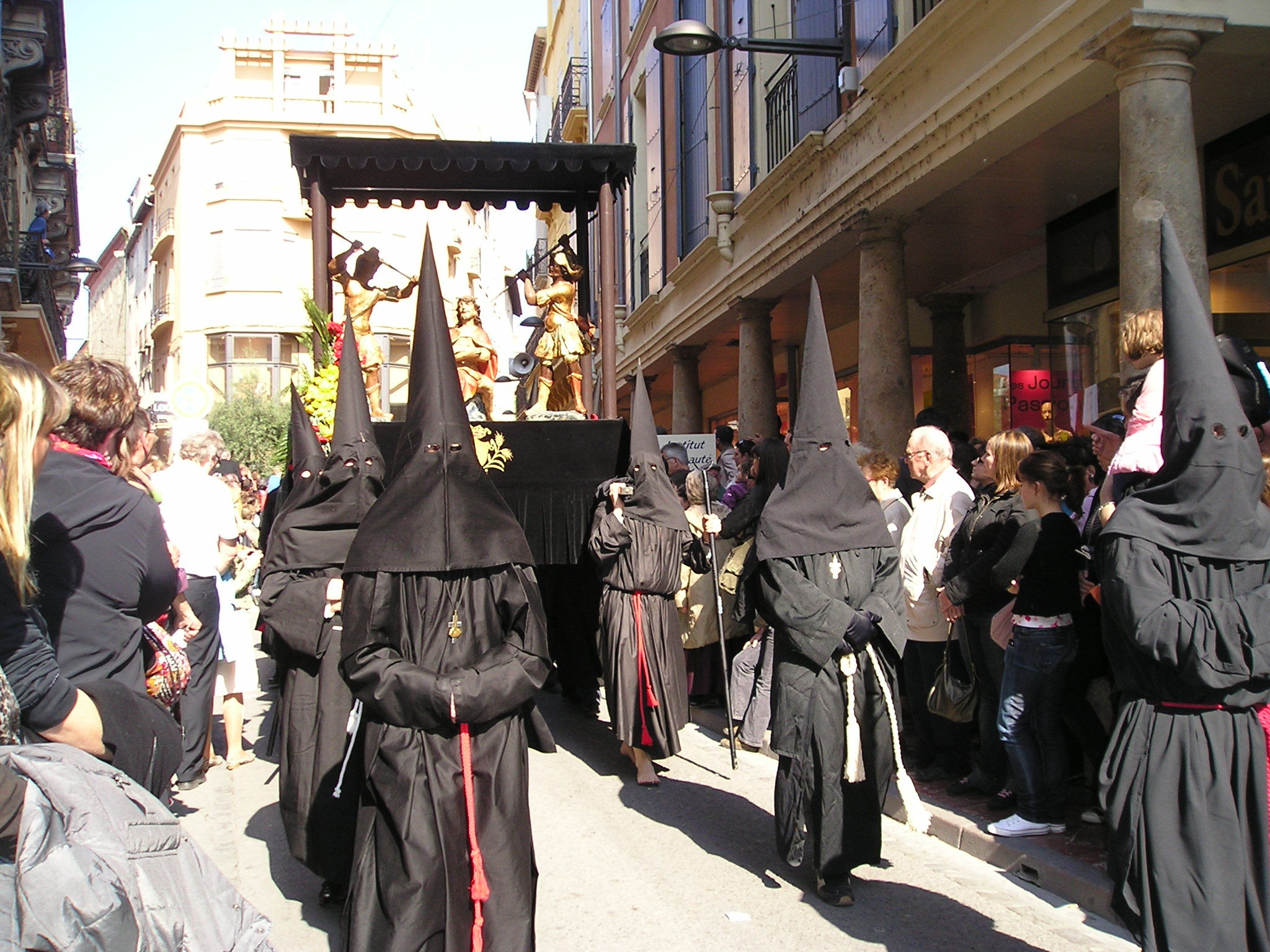
مهرجان سانتش بيربينا الشهير في الميدنة منع مرة، والآن ما زال الناس يحتفلون به احتفل به في بربينيان وباريس وكوليوري.

منذ عام 2004، في كل سنة في نهاية الإسبوع الأخير من شهر أغسطس يقام في قصر ملوك مايوركا مهرجان موسيقي يمتدة لمدة 3 أيام. حيث يقدم الموسيقيون من جميع أنحاء العالم جميع أنواع الموسيقى من موسيقى البوب والموسيقى التقليدية الصوتية (الإيتار) والموسيقى التقليدية وموسيقى الفرنسية والكاتالونية والإسبانية، في عام 2008 انتخبت مدينة بربنية، لتصبح عاصمة الثقافة الكاتالونية.
وتنتشر الثقافتين الفرنسية والكتالونية في المنطقة وكذلك تعتبر اللغتين رسميتين هناك، ويقام في المدينة مهرجان شانتش بربنية .